# Холов, Суннатулло Нематуллоевич
Сунатулло (Суннатулло) Нематуллоевич Холов (тадж. Сунатулло Нематуллоевич Холов; род. 1 декабря 1997 года в Курган-Тюбе (ныне Бохтар), Хатлонская область Таджикистана) — таджикский футболист, нападающий клуба «Хатлон» (до февраля 2018 назывался «Вахш»). Выступал за юношеские сборные Таджикистана.

## Биография
Вырос в городе Курган-Тюбе. В детстве занимался боксом. Участвовал в уличном турнире по футболу, играя за команду «Шабчарог», с командой занял третье место. Игрой Холова заинтересовался директор ДЮСШ Рахим Ризоматов и пригласил заняться футболом, став первым тренером игрока. Играет в любой позиции. Воспитанник футбольного клуба «Вахш».

### Клубная карьера
Начинал сезон-2012 в составе дубля «Вахша». В одном из матчей турнира дублёров забил четыре гола. В чемпионате Таджикистана дебютировал 11 сентября 2012 года в матче против «Энергетика» Он и в дальнейших играх чемпионата привлекался к играм основного состава, в основном выходя на замены. Свой первый гол в чемпионате забил 9 октября 2012 года в матче с «Истаравшаном». А в своём следующем матче, против «Парвоза», забил свой второй гол..
В 2015 году выступал за кулябский «Равшан». В этом году он провёл один из своих лучших сезонов в чемпионате Таджикистана, получив бронзовую медаль вместе с «Равшаном»
.
В 2016 году Холова пригласили к себе «Хосилот», «Вахш» и «Баркчи». Для своей карьеры Холов выбрал именно «Баркчи», поскольку игроки этого клуба составляют костяк молодёжной сборной Таджикистана. За «Баркчи» Сунатулло Холов сыграл 14 матчей.
По окончании контракта в «Баркчи» в 2017 году вернулся в родной клуб «Вахш».

### Карьера в сборной
В 2012 году на Холова обратили внимание тренеры юношеской сборной до 17 лет. 15 августа 2012 года он получил первый вызов в эту сборную. В её составе принимал участие в играх на Кубок Президента Туркменистана 2012.
В 2013 году получил приглашение в сборную до 19 лет и забил гол в первом же матче.

## Статистика в национальных первенствах
| Сезон | Клуб   | Лига                     | Игры (голы) |
| ----- | ------ | ------------------------ | ----------- |
| 2012  | «Вахш» | Высшая лига Таджикистана | 7 (2)       |
| 2013  | «Вахш» | Высшая лига Таджикистана | 10 (0)      |

Статистика приведена по состоянию на 30 ноября 2013.
В сезоне 2012 года стал самым молодым игроком первенства Таджикистана. До этого самым молодым игроком был Бахтиёр Косимов из «Хосилота» (1995 г. р.). В следующем сезоне Холов сохранил это звание.

## Достижения
- 2013 — чемпион Таджикистана среди молодёжных команд в составе «Вахша»[14]
- 2014 — вице-чемпион Таджикистана среди молодёжных команд в составе «Вахша»
- 2015 — бронзовый призёр чемпионата Таджикистана в составе «Равшана»
- 2016 — бронзовый призёр Кубка ФФТ в составе «Вахша»